# P26/40
P26/40 byl italský tank používaný v druhé světové válce. Jeho označení „P“ (Pesante) znamená těžký, avšak svým pancéřováním, výzbrojí a velikostí spíše připomínal střední tank.
Projektové práce na novém tanku byly zahájeny roku 1940, ale první prototyp byl zhotoven až roku 1942, protože nebyl k dispozici odpovídající motor. Sériově začala tank vyrábět firma Fiat až roku 1943. Italská vojska však nikdy tento tank nepoužila, protože mezitím kapitulovala. Tanky však užívala německá armáda jako kořistní pod označením Panzerkampfwagen P40 737(i). Vyrobeno bylo celkem 100 kusů.